# Stanisław Wocjan

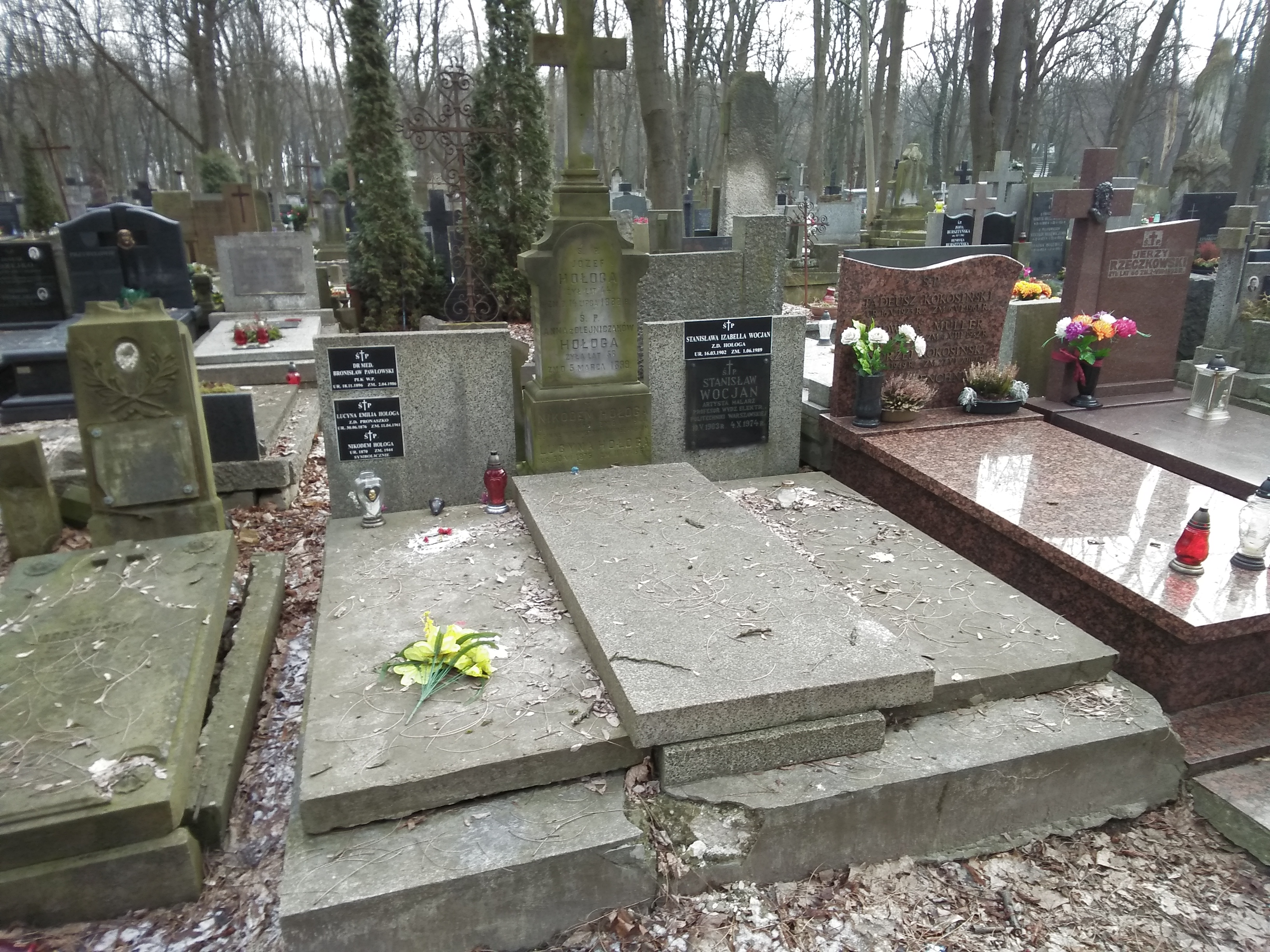
Grób Stanisława Wocjana na cmentarzu Powązkowskim

Stanisław Wocjan (ur. 10 maja 1903 w Warszawie, zm. 4 października 1974 w Świdrze, ob. dzielnicy Otwocka) – polski artysta malarz, przedstawiciel nurtu klasycznego realizmu, uczeń Mariana Wawrzenieckiego, wykładał geometrię wykreślną na Wydziale Elektrycznym i Łączności (później Elektroniki i Zakładu Konstrukcji Urządzeń Elektrycznych) Politechniki Warszawskiej.

## Życiorys
Urodził się 10 maja 1903 w Warszawie, w rodzinie Jana i Aleksandry z Mataków. Ukończył gimnazjum w Homlu. Następnie kształcił się w Państwowej Szkole Budowy Maszyn i Elektrotechniki im. H. Wawelberga i S. Rotwanda w Warszawie – absolwenci szkoły otrzymywali tytuł inżyniera. W latach 1919–1920 ochotniczo służył w Wojsku Polskim.
Bezpośrednio po zakończeniu II wojny światowej, od roku akademickiego 1945/1946 uczestniczył w odbudowie i organizacji Politechniki Warszawskiej. Pracował na Wydziale Elektrycznym PW, początkowo jako asystent. Prowadził jako profesor wykłady z geometrii wykreślnej i rysunku technicznego. Jego asystentem był wówczas Zdobysław Flisowski. W latach 60. XX wieku kierował Zakładem Podstaw Konstrukcji i Geometrii Wykreślnej PW. W roku 1970 przeszedł na emeryturę.
Stanisław Wocjan był autorem książek z dziedziny rysunku technicznego i geometrii wykreślnej, w tym podręczników akademickich oraz podręczników dla szkół zawodowych. Opracował monografię o swoim mistrzu i nauczycielu malarstwa Wspomnienia o Marianie Wawrzenieckim 1863–1943, zaś w roku 1962 wydał książkę Marian Wawrzeniecki (1863–1943), malarz i wolnomyśliciel.
Od 10 czerwca 1925 był mężem Stanisławy Izabelli z d. Hołoga (1902–1989), z którą miał syna Juliusza, profesora neurochirurgii. Mieszkał w Świdrze przy ul. Otwockiej 16. Spoczywa na cmentarzu Powązkowskim w Warszawie (kwatera 265-4-5,6).

## Malarstwo i działalność artystyczna
Rozpoczął naukę malarstwa na niedzielnych kursach w Szkole Zdobnictwa i Malarstwa w Warszawie, gdzie kształcił się w latach 1921–1922. Od roku 1922 do 1923 kontynuował naukę w Szkole Sztuk Pięknych im. Wojciecha Gersona. W roku 1925 rozpoczął kształcenie pod kierunkiem Mariana Wawrzenieckiego, ucznia Jana Matejki. Nauka, trwająca do roku 1936, przerodziła się później we współpracę i przyjaźń artystów, zainteresowała Wocjana kulturą i religią Słowian, do której często nawiązywał w późniejszej twórczości. W latach 1934–1946 studiował na Politechnice Warszawskiej. W roku 1936 odbył szereg podróży zagranicznych (Rzym, Florencja, Paryż, Norymberga, Monachium, Drezno, Praga, Wiedeń), podczas których poznał osobiście Antoniego Madeyskiego oraz studiował sztukę klasyków: Paolo Caliari (Paolo Veronese), Leonarda da Vinci, Michała Anioła, a także romantyków: Delacroix, Laurensa, Chavannes’a. Ukształtowało to Wocjana jako malarza nurtu klasycznego realizmu, wyraźnie odcinającego się od abstrakcyjnych kierunków w sztuce.
Pierwsze prace Stanisława Wocjana wystawiane były w Salonie Sztuki Stefana Kulikowskiego od roku 1926. Jego prace, inspirowane twórczością Fryderyka Chopina, wystawione zostały w ramach Salonu Dorocznego Towarzystwa Zachęty Sztuk Pięknych w roku 1931. Od tego czasu jego obrazy regularnie pojawiały się w Zachęcie. W roku 1934 tryptyk Odwieczne pieśni Karłowicza został wyróżniony podczas Salonu Dorocznego, sam Wocjan otrzymał zaś tytuł członka rzeczywistego artysty Towarzystwa.
Niemal wszystkie prace Stanisława Wocjana sprzed II wojny światowej uległy zniszczeniu podczas powstania warszawskiego.
Po wojnie Stanisław Wocjan przystąpił do Związku Polskich Artystów Plastyków w roku 1945. Od roku 1946 był aktywny w środowisku artystycznym, organizując wraz z Zygmuntem Badowskim grupę Związku Artystów Niezależnych. Zorganizował wystawę prac grupy w roku 1947 w Sali Wysokich Napięć Politechniki Warszawskiej. Podobne wystawy zorganizowano jeszcze dwukrotnie, po czym grupa, pozostająca w opozycji do wprowadzanego socrealizmu, uległa rozwiązaniu. W tym okresie, podobnie jak inni artyści, zmuszony był do zaprzestania publicznego wystawiania obrazów.
W roku 1947 opublikował manifest artystyczny Odrodzenie przyjdzie, w którym popierał sztukę klasyczną i odcinał się od awangardy.
W roku 1956 udało mu się ponownie zorganizować środowisko artystyczne. Pragnieniem Wocjana była reaktywacja przedwojennego Towarzystwa Zachęty Sztuk Pięknych, Ministerstwo Kultury i Sztuki wyraziło jednak zgodę na powołanie organizacji pod nazwą Towarzystwo Sztuk Pięknych w Warszawie.
Malarstwo Stanisława Wocjana należało do nurtu realistycznego. Artysta nie uznawał abstrakcji jako formy wyrazu. Jego obrazy cechowała bogata kolorystyka oraz duża dekoracyjność. Widoczne są nawiązania do nauczyciela, Mariana Wawrzenieckiego, jak i jego mistrza, Jana Matejki, zarówno w technice, jak i tematyce.
W jego twórczości można wyróżnić cykl obrazów przedstawiających kulturę dawnych Słowian, ich wierzenia i obrzędy, oparte na wiedzy archeologicznej i etnograficznej. W swoich dziełach nawiązywał także do wierzeń cywilizacji greckiej i rzymskiej. Kolejny, znaczący cykl to obrazy-ilustracje do utworów muzycznych, zwłaszcza Chopina, ale też innych kompozytorów.
W cyklu historycznym ujął zarówno ważne wydarzenia z historii Polski (m.in. powstanie Kościuszki), jak i Europy. Wocjan stworzył też szereg obrazów o tematyce wojennej, inspirowanych okrucieństwami II wojny światowej, zwłaszcza powstania warszawskiego.

## Odznaczenia
- Medal 10-lecia Polski Ludowej (19 stycznia 1955)[4]